# 劳动湖
劳动湖位于黑龙江省齐齐哈尔市西北部，旧称“西泊”，是齐齐哈尔市最大的城市内湖。

## 历史
劳动湖水系原为嫩江故道。在嫩江改道后，原来的河床成为流通不畅的内河，旧称“西泊”。航船可由此直接进入嫩江，因此，其也成为市内重要的交通线。
1943年，嫩江大堤建成后，西泊完全封闭，成为内湖水系，水系全长7.5公里，湖岸线长18公里。1952年，时任市长王劲如组织全市十余万人，义务劳动对龙沙公园西侧的一段河道进行了大规模修建改造，使之成为约20公顷的人工湖。因其为义务劳动所成，该湖命名为劳动湖。
当地人也习惯将流经市内的整个水系称为劳动湖。

## 沿线
劳动湖水系由北闸门、胡家泡子、秀水公园、西泊公园、卜奎公园、龙沙公园、嫩江公园、泄水闸门流入嫩江，全长7.5公里，水域面积达320公顷。